# هارلي
هارلي (نيويورك) (بالإنجليزية: Hurley, New York)‏ هي معلم جغرافي تقع في الولايات المتحدة في مقاطعة أولستر، نيويورك. يقدر عدد سكانها بـ 6,314 نسمة .

## أعلام
- سوجورنر تروث